# Лаклан (річка)

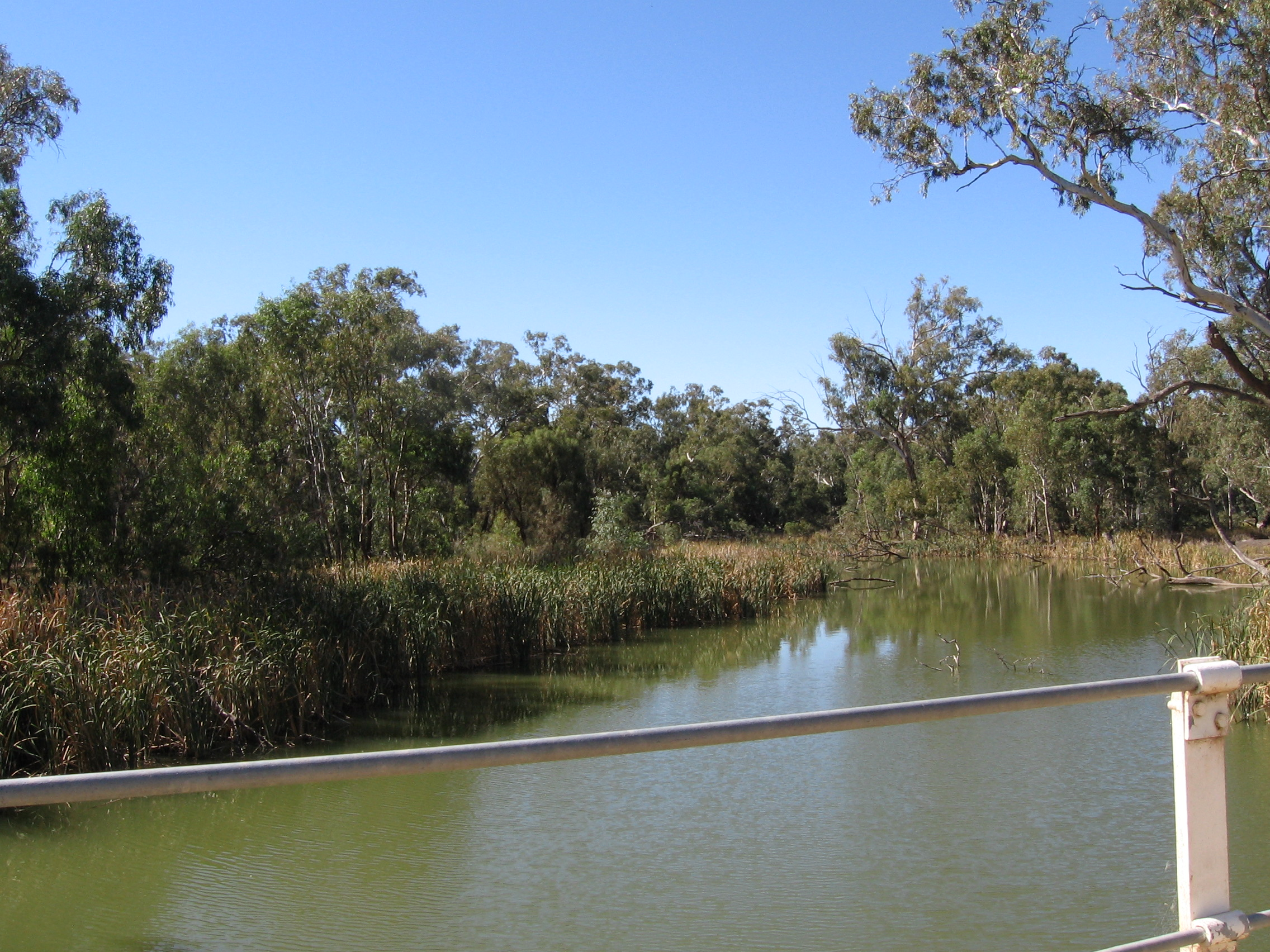
Лаклан у штаті Новий Південний Уельс

Локлан, або Лаклан (англ. Lachlan River) — річка у центральній частині австралійського штату Новий Південний Уельс, права притока річки Маррамбіджі. Довжина Лаклана — 1339 км, площа водозбірного басейну — прибл. 90 891,81 км². Середня витрата води — 42 м³/с.

## Географія
Виток Локлану лежить на західних схилах Великого Вододільного хребта, що в штаті Новий Південний Уельс, приблизно за 13 км на схід від міста Ганнінг. Для регулювання водозбору на річці збудована дамба Уаянгала, а також штучні водосховища. На відміну від річок Маррамбіджі й Муррей, ріка Локлан не живиться талою водою, що утворюється від танення снігових рівнин. Тому впродовж року рівень води сильно змінюється, час від часу спричинюючи сильні повені. Весною й улітку, коли реєструється підйом води, Лаклан іноді стає судноплавним. Вода річки використовується для зрошування землі.
Річка порожиста. У верхів'ях вона протікає в долині, нижче — лише рівниною. Від свого витоку річка тече на північний захід, перетинаючи міста Каура, Форбс, Кондоболін, після чого повертає на південний захід, де протікає через населені пункти Гілстон, Булігал і, урешті-решт, впадаючи в річку Маррамбіджі, приблизно за 210 км від місця її злиття з річкою Муррей.

## Історія
Місцевість, якою протікає Лаклан, є історичним місцем розселення австралійських аборигенів віраджурі.Традиційна назва річки — Каларе.
Річку вперше дослідив у 1815 році Джордж Уїльям Еванс (George William Evans). Він назвав її на честь Лаклана Маккуорі (Lachlan Macquarie), губернатора Нового Південного Уельсу.
У 1817 році річку ретельно дослідив англійський мандрівник Джон Окслі (John Oxley). У перші роки європейської колонізації Нового Південного Уельсу південна частина річки називалася «ріка Фіш». Але подальші дослідження виявили, що Фіш і Лаклан — це та сама річка, і тому назва Фіш щезла.
У 1870 році на річці сталася велика повінь. У місті Каура (Cowra) рівень води піднявся до 15,9 м. Після 1887 року максимальна висота паводка була зареєстрована в червні 1952 року біля острівного пункту Форбс: вона становила 10,8 м. Під час повені евакуювали понад 900 сімей. Інші великі повені відбулись у 1891, 1916, 1951, 1956, 1961, 1974, 1976, 1993, 1998, 2012, 2012 і 2021 роках.

## У культурі
Річка Лаклан згадується в поемі Ендрю Бартона Патерсона «Clancy of the Overflow».